# Brokát

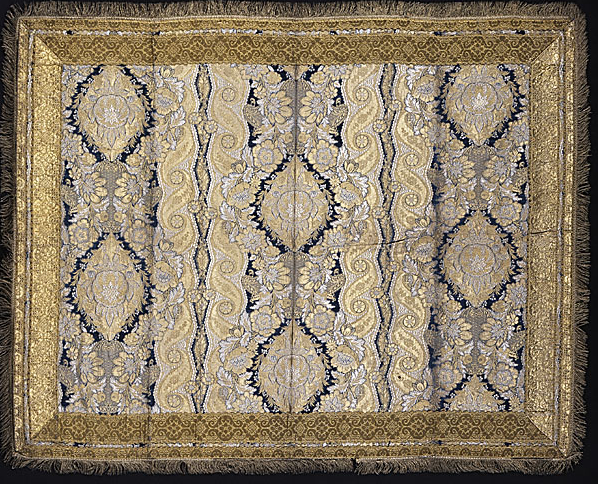
Brokát Oroszországból

A brokát  (olaszul broccato franciául brocard), ábrás selyemszövet, erősen kiemelkedő mintázattal.  brokát: a köznyelvben a színesen mintázott, többnyire fémfonallal is gazdagon díszített selyemszövetek egy csoportjának elnevezése. Köznyelvi kifejezés; pontatlan, mivel nem utal a szövéstechnikára. 

## Története
Valószínűleg Kelet-Ázsiában készültek az első brokátszövetek. A 7. - 12. században a bizánci selyemszövet lett általánosan ismertté Európában. A középkorban az Európában megtelepedett arabok revén az arabeszkekkel díszített szövetek terjedtek el. A 14. századi luccai (olasz) brokátokon kínai hatás érvényesült. A 14. században az olasz bársonybrokátokat  kedvelték; ezeket Spanyolországban is utánozták; Firenze, Velence, Milánó a gyártás fő helyei. A velencei brokátokon viszont a keleti (perzsa) hatás észlelhető. A barokk korban ismét az arany- és ezüstszálak beszövésével érik el azokat a gazdag hatásokat, amiket e kor pompaszeretete megkívánt. Ekkor Franciaországé (Lyon) a vezető szerep. A modern brokátanyagok gyártása Jacquard-szövőgépeken történik. Ha a mintázatban arany- vagy ezüstvonalak is előfordulnak, akkor a szövőgépen még külön hímző- (esetleg brossozó) ládát is alkalmazni kell.
Régebben brokátnak csak az arannyal és ezüsttel mintázott szövetet nevezték, ha pedig alapja is aranyos vagy ezüstös volt, drap d'or vagy drap d'argent-nak. A fémszálas brokát szövése keletről Bizáncon át a középkorban jutott a nyugatra. Erre a célra a 13. század előtt vékony állati hártyákból keskeny sávokat vágtak, ezeket vékony aranylemezkékkel — aranyfüsttel — borították és megsodorták; a 13. századtól kezdve a 16. századig pamut- vagy lenfonalat lapított fémdróttal burkoltak körül, most pedig vegyes cérnát használnak. Kínában és Japánban aranyozott papirosból metszett keskeny szalagokat is használnak. 